# Código 8 (película de 2019)
Code 8 es una película de ciencia ficción canadiense de 2019 escrita y dirigida por Jeff Chan, sobre un hombre con superpoderes que trabaja con un grupo de delincuentes para recaudar dinero, para ayudar a su madre enferma. La película es adaptación del cortometraje de 2016 del mismo nombre.  

## Trama
A principios del siglo XX, el público se da cuenta de las personas con habilidades sobrehumanas conocidas como Poderes, lo que hace que el gobierno apruebe una ley que exige que todos los Poderes registren sus habilidades. Rápidamente se convierten en un componente clave de la economía, especialmente al construir Lincoln City como la "Ciudad del Mañana".  Cuando comienza la Segunda Revolución Industrial, los Poderes son marginados frente a la creciente mecanización, lo que lleva a graves prejuicios a medida que se convierten en ciudadanos de segunda clase. En la década de 1990, un sindicato delictivo conocido como The Trust inundó las calles con una droga adictiva llamada Psyke, hecha del líquido cefalorraquídeo de Poderes desesperados o traficados. Los departamentos de policía comienzan a usar drones avanzados, androides armados llamados Guardianes y un software de reconocimiento facial siempre presente para combatir los delitos relacionados con los Poderes, mientras se debate la prohibición de los Poderes en toda la ciudad.
Connor Reed es un eléctrico de clase 5 (electrocinético) de 26 años. Su madre, una crio (criocinética), tiene cáncer de cerebro, lo que hace que sus habilidades a veces actúen de manera errática. Como Poderes, no pueden pagar el tratamiento que necesita. El padre de Connor también era un Electricista que murió cuando este era joven tratando de robar una tienda de conveniencia. Por ende, su madre lo ha criado para que nunca use sus habilidades frente a personas normales. Connor llega a fin de mes trabajando como jornalero no registrado junto con muchos otros Poderes, utilizando sus habilidades para instalar cableado eléctrico sin protección. Mientras trabajan, la policía llega y ordena a los trabajadores que se disuelvan y un Pyro (pirocinético) muere cuando intenta huir del arresto. En otra parte de la ciudad, los detectives Park y Davis llevan a cabo una redada de drogas en un complejo de apartamentos, propiedad del señor del crimen Marcus Sutcliffe, el agente local de The Trust y un Reader (telépata). Se incauta casi $ 1 millón en productos, lo que pone a Sutcliffe en conflicto con Wesley Cumbo, su superior en The Trust, que exige su recorte esperado dentro de una semana. Reed es abordado por Garrett, el subordinado de Sutcliffe y un TK (telequinético), y su tripulación para un trabajo. A pesar de las advertencias de un compañero de trabajo, Reed los acompaña y participa en un robo químico, cortando la cerca eléctrica en una increíble demostración de poder. Reed es presentado a Sutcliffe y conoce a Nia, la supuesta novia de Sutcliffe. Park y Davis llegan a la escena al día siguiente y determinan que Sutcliffe está utilizando los productos químicos que fueron robados para cortar su producto restante, lo que indica que está desesperado por obtener ingresos.
Garrett recluta a Reed, reconociendo que tiene un potencial sin explotar, y acepta ayudarlo a ganar suficiente dinero para obtener el tratamiento de su madre. Comienza a entrenar a Reed sobre cómo usar sus habilidades y lo usa como ejecutor en el comercio de Psyke, mientras lo prepara para ser más asertivo, creyendo que las personas normales siempre temerán a los Poderes y que estos merecen tomar lo que quieran. Reed también se acerca a los miembros de la tripulación de Garrett, incluidos Freddie, un Brawn mudo (súper fuerza) y Maddy, la novia de Garrett y un Pyro. Sutcliffe hace que la tripulación robe un banco para pagarle a The Trust, pero la bóveda solo contiene $ 50,000, ya que la bóveda fue vaciada el fin de semana anterior. El asesino de Cumbo's Shifter (cambiaformas), Copperhead, intenta matar a Sutcliffe por no honrar su deuda, pero el guardaespaldas de Sutcliffe, Rhino, un Brawn con piel a prueba de balas, logra matarlos. Reed es herido en la pelea y Nia revela que ella es una sanadora, y solo permanece con Sutcliffe para aliviar los efectos de su adicción a Psyke para poder pagar una deuda.
La madre de Reed lo confronta por la cantidad de dinero que ha estado haciendo trabajando con la tripulación, reprendiéndolo por seguir los pasos de su padre. De repente, se convulsiona y Reed la lleva rápidamente al hospital, donde el médico le dice que necesitarán operar pronto para extirpar su tumor. Park y Davis traen a Reed para interrogarlo, alentándolo a cooperar ya que ya han confiscado gran parte del Psyke en la calle, debilitando la influencia de Sutcliffe. Davis informa que plantan pruebas para obligarlo a Reed a informar, mientras que Park insiste en que lo liberaron debido a la falta de pruebas. Reed es liberado y acude a Garrett para sugerir que asalten el programa Psyke Run, el transporte mensual de productos incautados para su destrucción, que tendrá un valor aproximado de $ 10 millones. Garrett y Reed traen la idea a Sutcliffe, donde Reed exige que Nia sane a su madre como pago y Garrett estipula que se convertirá en un socio en la gestión del comercio de Psyke.
El día del atraco, la tripulación bloquea el camión mientras está dentro de una zona de exclusión aérea, evitando el retroceso de los drones que transportan Guardianes. Reed corta los componentes electrónicos del camión y logran destruir a los Guardianes. Cuando Maddy entrega el Psyke a Rhino, los hombres de Sutcliffe ejecutan a los oficiales que protegen el camión y encienden a la tripulación, matando a Maddy e hiriendo mortalmente a Freddie antes de que él, Garrett y Reed logren escapar. Rhino huye con las drogas mientras el piloto del dron ignora la zona de exclusión aérea y deja caer Guardianes adicionales en el área, matando al resto de los hombres de Sutcliffe. Freddie muere cuando Reed y Garrett se van. Reed le dice a Garrett que Sutcliffe los traicionó debido a las demandas de Garrett, y se separan. El capitán de Davis y Park está furioso porque Reed no fue arrestado antes del atraco, y exige que traigan a los responsables. Park visita a su hija, un TK Power, que teme que la regalen porque está luchando por controlar sus habilidades. Reed contacta a Park y le ofrece el escondite de Sutcliffe. Los policías asaltan el escondite de Suttcliffe mientras Reed y Garrett buscan venganza en su ruta de escape. Después de matar a Rhino y Sutcliffe, Garrett toma el Psyke para sí mismo y alienta a Reed a obligar a Nia a sanar a su madre. Nia le suplica a Reed que la deje ir, ya que sus habilidades no solo curan a las personas, sino que la obligan a asumir la lesión o la enfermedad, lo que significa que puede morir si intenta curar a su madre. Reed lleva a Nia al hospital a punta de pistola, pero finalmente le dice que pare después de que vea lo doloroso que es el proceso para ella. Reed comparte un lloroso adiós con su madre antes de que ella muera.
Reed conduce a la estación de policía y le da a Nia su camioneta para que abandone la ciudad. Decide entregarse para tratar de compensar sus errores. Garrett le entrega el Psyke a Cumbo y se hace cargo del tráfico de drogas para The Trust en Lincoln City. Reed visita la tumba de su madre antes de que cumpla su condena, mientras que Nia visita con lágrimas a su padre en prisión, cuya deuda estaba pagando con Sutcliffe. Mientras tanto, la prohibición de Poderes está siendo votada debido al atraco, mientras que Park acepta de mala gana un premio por la redada contra Sutcliffe.

## Reparto
- Robbie Amell como Connor Reed.
- Stephen Amell como Garrett Kelton.
- Sung Kang como Park.
- Kari Matchett como Mary Reed.
- Greg Bryk como Marcus Suttcliffe.
- Alex Mallari Jr. como Rainer.
- Aaron Abrams como Davis.
- Kyla Kane como Nia.
- Laysla De Oliveira como Maddy.
- Vlad Alexis como Freddie.
- Peter Outerbridge como Wesley Cumbo.
- Shaun Benson como Dixon.

## Producción
En 2016, Robbie y Stephen Amell liberaron una película corta, Código 8, que actuó como un adelanto de un posible largometraje. El 23 de marzo se lanzó una campaña de recaudación de fondos en Indiegogo solicitando 200.000 dólares y el 24 de abril alcanzó los 2,4 millones de dólares.[3] La recaudación de fondos cerró con $3,4 millones el 31 de diciembre de 2019, y la campaña continua ayudó a recuperar los costos de impresión de DVD y la distribución a los contribuyentes de beneficios, vestuario y accesorios de la producción. Un segmento de cuatro minutos de los créditos finales de la película muestra una lista de sólo algunos de los 30.810 contribuyentes[3] a la campaña de recaudación de fondos.
El primer anuncio del elenco adicional se produjo el 12 de junio de 2017, cuando se unió Laysla De Oliveira.
La fotografía principal empezó encima junio 1, 2017 en Toronto, Ontario.

## Distribución
Encima febrero 9, 2017, durante el Berlín Festival de cine Internacional, XYZ las películas adquirieron los derechos de ventas internacionales para la película. La película estuvo liberada theatrically encima diciembre 13, 2019.  La película estuvo liberada en Netflix en los Estados Unidos encima abril 11, 2020.

## Recepción
En abril 2020 la película aparecida en la parte superior 10 Netflix lista para los Estados Unidos.

## Spinoff Serie
En diciembre 2019, a escaso-formar spinoff la serie que protagoniza Robbie y Stephen Amell, escritos por Chris Pare, y dirigido por Jeff Chan estuvo anunciado en desarrollo en Quibi.